# Hoằng Quang
Hoằng Quang là một phường thuộc thành phố Thanh Hóa, tỉnh Thanh Hóa, Việt Nam.

## Địa lý
Phường Hoằng Quang nằm ở phía đông thành phố Thanh Hóa, có vị trí địa lý:
- Phía đông giáp huyện Hoằng Hóa
- Phía tây giáp các phường Nam Ngạn, Đông Hải với ranh giới là sông Mã
- Phía nam giáp phường Hoằng Đại, và phường Quảng Hưng qua sông Mã
- Phía bắc giáp phường Long Anh.

Phường Hoằng Quang có diện tích tự nhiên 6,30 km², quy mô dân số năm 2023 là 8.954 người, mật độ dân số đạt 1.421 người/km². Dân cư sinh sống tại Hoằng Quang chủ yếu là người Kinh.
| Lịch sử dân số của Hoằng Quang       | Lịch sử dân số của Hoằng Quang | Lịch sử dân số của Hoằng Quang | Lịch sử dân số của Hoằng Quang | Lịch sử dân số của Hoằng Quang | Lịch sử dân số của Hoằng Quang |
| ------------------------------------ | ------------------------------ | ------------------------------ | ------------------------------ | ------------------------------ | ------------------------------ |
| Năm                                  | 1999                           | 2009                           | 2019                           | 2022                           | 2023                           |
| Số dân                               | 6.098                          | 6.166                          | 6.838                          | 7.845                          | 8.954                          |
| ±% năm                               | —                              | +0.11%                         | +1.04%                         | +4.69%                         | +14.14%                        |
| Nguồn: 1999, 2009, 2019, 2022, 2023. |                                |                                |                                |                                |                                |

## Lịch sử
Trước đây, Hoằng Quang là một xã thuộc huyện Hoằng Hóa.
Ngày 29 tháng 2 năm 2012, xã Hoằng Quang được chuyển từ huyện Hoằng Hóa về thành phố Thanh Hóa.
Năm 2018, xã Hoằng Quang có 10 thôn, đánh số từ 1 đến 10. Ngày 11 tháng 7 cùng năm, Hội đồng nhân dân tỉnh Thanh Hóa khóa XVII thông qua Nghị quyết về việc sắp xếp thôn, tổ dân phố trên địa bàn tỉnh. Theo đó:
- Nhập các thôn 1, 2 và một phần thôn 3 thành thôn Phù Quang
- Nhập phần còn lại của thôn 3 và một phần các thôn 4, 5 thành thôn Vĩnh Trị 1
- Nhập một phần các thôn 4, 5 thành thôn Vĩnh Trị 2
- Nhập phần còn lại của các thôn 4, 5 với thôn 6 thành thôn Vĩnh Trị 3
- Nhập thôn 8 và thôn 9 thành thôn Nguyệt Viên 2
- Đổi tên thôn 7 thành thôn Nguyệt Viên 1, thôn 10 thành thôn Nguyệt Viên 3.

Sau sắp xếp, xã Hoằng Quang có 7 thôn.
Ngày 24 tháng 10 năm 2024, Ủy ban Thường vụ Quốc hội thông qua Nghị quyết số 1238/NQ-UBTVQH15 (có hiệu lực từ ngày 1 tháng 1 năm 2025). Theo đó, thành lập phường Hoằng Quang từ toàn bộ diện tích và dân số của xã Hoằng Quang.

## Hành chính
Phường Hoằng Quang được chia thành 7 thôn: Nguyệt Viên 1, Nguyệt Viên 2, Nguyệt Viên 3, Phù Quang, Vĩnh Trị 1, Vĩnh Trị 2, Vĩnh Trị 3.